# SFF First Division
SFF First Division jest najwyższą piłkarską klasą rozgrywkową w Somalii. Została założona w 1960, lecz pierwszy mistrz Somalii został wyłoniony dopiero w 1967.

## Mistrzowie
| - 1967: Somali Police - 1968: Hoga Mogadiszu - 1969: Lavori Publici Mogadiszu - 1970: Lavori Publici Mogadiszu - 1971: Lavori Publici Mogadiszu - 1971/1972: Horseed FC - 1972/1973: Horseed FC - 1973/1974: Horseed FC - 1975: Mogadiscio Municipality - 1976/1977: Horseed FC - 1977/1978: Horseed FC - 1978/1979: Horseed FC - 1979/1980: Horseed FC - 1980/1981: Lavori Publici Mogadiszu |  | - 1982: Wagad Mogadiszu - 1983: National Printing Agency - 1984: Marine Club Mogadiszu - 1985: Wagad Mogadiszu - 1986: Mogadiscio Municipality - 1987: Wagad Mogadiszu - 1988: Wagad Mogadiszu - 1989: Mogadiscio Municipality - 1990: Jadidka - 1991-1993: nie rozgrywano - 1994: Morris Supplies Mogadiszu - 1995: Alba CF - 1996/1997: Elman Mogadiszu |  | - 1998: Ports Authority - 1999: Banaadir Telecom Mogadiszu - 2000: Elman Mogadiszu - 2001: Elman Mogadiszu - 2002: Elman Mogadiszu - 2003: Elman Mogadiszu - 2004-2006: Banaadir Telecom Mogadiszu - 2007: Elman Mogadiszu - 2008: Elman Mogadiszu - 2009: Banaadir Telecom Mogadiszu - 2010: Gayher Mogadiszu - 2011: Elman Mogadiszu |

## Liczba tytułów
|   | Klub                       | Miasto    | LIczba tytułów | Ostatni tytuł |
| - | -------------------------- | --------- | -------------- | ------------- |
| 1 | Elman Mogadiszu            | Mogadiszu | 8              | 2011          |
| 2 | Horseed FC                 | Horseed   | 7              | 1979-80       |
| 3 | Lavori Publici Mogadiszu   | Mogadiszu | 4              | 1980-81       |
| 3 | Wagad Mogadiszu            | Mogadiszu | 4              | 1988          |
| 5 | Mogadiscio Municipality    | Mogadiszu | 3              | 1989          |
| 6 | Banaadir Telecom Mogadiszu | Mogadiszu | 2              | 2009          |
| 7 | Hoga Mogadiszu             | Mogadiszu | 1              | 1968          |
| 7 | Alba CF                    | Alba      | 1              | 1995          |
| 7 | Ports Authority            | Mogadiszu | 1              | 1999          |
| 7 | Jadidka                    |           | 1              | 1990          |
| 7 | Marine Club Mogadiszu      | Mogadiszu | 1              | 1984          |
| 7 | Morris Supplies Mogadiszu  | Mogadiszu | 1              | 1994          |
| 7 | National Printing Agency   | Mogadiszu | 1              | 1983          |
| 7 | Somali Police              | Mogadiszu | 1              | 1967          |
| 7 | Gayher Mogadiszu           |           | 1              | 2011          |